# Mesochorus turgidus
Mesochorus turgidus là một loài tò vò trong họ Ichneumonidae.